# Iurie Bașcatov
Iurie Bașcatov (* 20. Juni 1968 in Chișinău; † 3. September 2022 in Chile) war ein moldauischer Schwimmer.

## Werdegang
Iurie Bașcatov nahm bei den Olympischen Sommerspielen 1988 teil. Im Wettkampf über 100 m Freistil erreichte er das Finale, wo er Fünfter wurde. Über 200 m Freistil belegte er Platz 22 und in der 4 × 100-m-Freistilstaffel gewann er mit europäischer Bestzeit die Silbermedaille. Im Folgejahr konnte Bașcatov sowohl mit der 4 × 100-m-Freistilstaffel als auch über 100 m Freistil bei den Europameisterschaften in Bonn jeweils Silber gewinnen. Es folgten WM-Silber mit der 4 × 100-m-Lagen- und WM-Bronze mit der 4 × 100-m-Freistilstaffel bei den Weltmeisterschaften 1991. Bei den Olympischen Sommerspielen 1992 ging Bașcatov lediglich in der 4 × 100-m-Freistilstaffel an den Start, wo er mit dem Quartett des Vereinten Team seine Silbermedaille von Seoul vier Jahre zuvor verteidigen konnte. Ein Jahr später gewann Bașcatov einen moldauischen Meistertitel und beendete danach seine Karriere.
Später wanderte Bașcatov nach Chile aus.